# Lista polskich rodów pseudoksiążęcych
Znajdziesz tu listę rodów, których członkowie rodziny na przestrzeni historii używali tytułu książęcego, pomimo braku realnego potwierdzenia prawnego w tej kwestii. Jeśli poszukujesz informacji ogólnych o polskich rodach książęcych, zobacz artykuł: polski ród książęcy.

## Lista polskich rodów pseudoksiążęcych
| Herb | Ród              | Uznanie na podstawie                       | Status            |
| ---- | ---------------- | ------------------------------------------ | ----------------- |
|      | Aleksandrowicze  | Fałszywy wywód od księcia Witolda          | żyją              |
|      | Andruszkiewicze  | Fałszywy wywód kniaziowski                 |                   |
|      | Dowgiałłowie     | Fałszywy wywód od księcia Jawnuty          | żyją              |
|      | Ejdziatowicze    | Fałszywy wywód od książąt Giedroyciów      | wymarli w XIX w.  |
|      | Hołubowie        | Fałszywy wywód kniaziowski                 | wymarli w XIX w.  |
|      | Mirscy           | Fałszywy wywód od Andrzeja Światopełka     | żyją              |
|      | Podberescy       | Fałszywy wywód od książąt Druckich         | wymarli w XIII w. |
|      | Prozorowie       | Fałszywy wywód od książąt prozowskich      | wymarli w XX w.   |
|      | Siesiccy         | Fałszywy wywód od księcia Dowmunta         | wymarli w XIX w.  |
|      | Skinderowie      | Fałszywy wywód od księcia Skindera         |                   |
|      | Szantyrowie      | Fałszywy wywód od książąt Wrszowców        |                   |
|      | Wańkowicze       | Fałszywy wywód od księcia Wańki            | żyją              |
|      | Wołodkiewiczowie | Fałszywy wywód od Hrihorego Druckiego      |                   |
|      | Żagielowie       | Fałszywy wywód od Stanisława Zygmuntowicza |                   |